# Conny Aldorsson
Conny Bill Aldorsson, född 13 januari 1945, död 17 oktober 2023, var en svensk fotbollsspelare (anfallare/mittfältare) som representerade Gais åren 1970–1974.
Aldorsson var född och uppvuxen i Borås. Han började spela fotboll i den lilla Boråsklubben Byttorps IF, men gick 1965 till Norrby IF, där han blev mångårig skyttekung och en stor profil. 1969 var han med och spelade upp klubben i division II. 1970 gick han vidare till allsvenska Gais, och året därpå delade han segern i den interna skytteligan i Gais med Sten Pålsson på 13 mål. Totalt spelade han 95 matcher för Gais och gjorde 29 mål. Han gick därefter tillbaka till Norrby.

## Spelstil
Aldorsson har kallats en "bollbohemernas bollbohem", en riktig lirare som gjorde vad han ville i form av tunnlar, klackar, vändningar och dribblingar på små ytor, kombinerat med tjusiga crosspassningar och volleyskott. Norrbys lagledare under Aldorssons tid i klubben, Göran Zettergren, sade till Borås Tidning vid Aldorssons bortgång: "Han var både teknisk och målfarlig. Samtidigt visste man inte riktigt var man hade honom. Skillnaden mellan succé och fiasko var hårfin."